# Alataoe

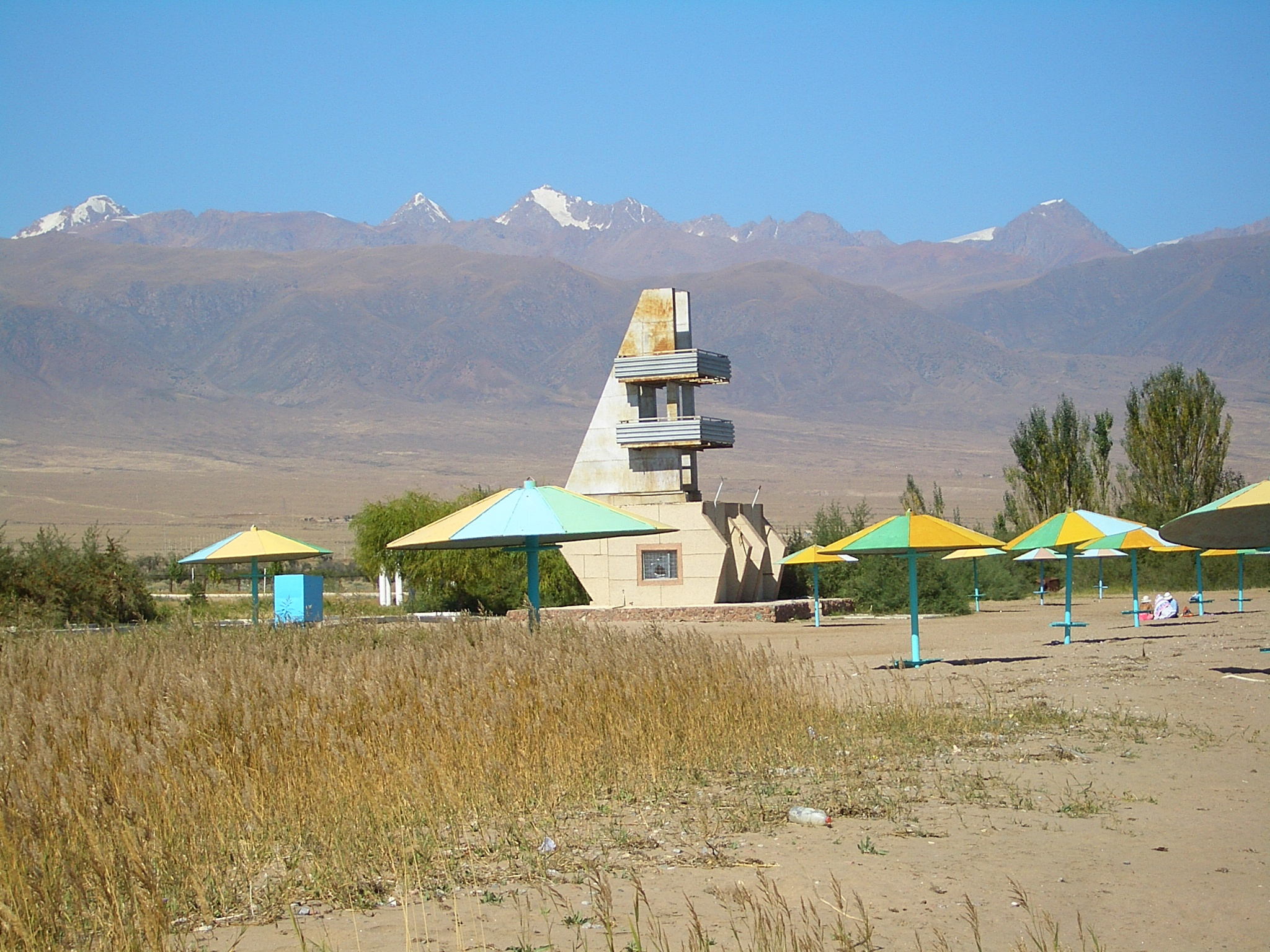
De bergen van Koengej-Alataoe, gezien vanuit Koshkol, Kirgizië

Alataoe (Russisch: Алатау), Ala-Taoe, Alatau, Ala-Tau of Ala Too (Turks, bonte berg) is een serie van bergketens in Centraal-Azië die worden gekarakteriseerd door tussenliggende gebieden met vegetatie, verspreide rotsen en sneeuwgebieden.
Onderdelen van de Alataoe zijn onder andere:
- Dzjoengaarse Alataoe of Dzjoengarski Alataoe of Semiretsjische Alataoe; in Dzjoengarije
- Kirgizisch Gebergte of Kirgizische Alataoe; in Kirgizië en Kazachstan
- Koengej-Alataoe, Kirgizië en Kazachstan
- Koeznetskse Alataoe in de Russische oblast Kemerovo
- Talas-Alataoe, Kirgizië, Kazachstan en Oezbekistan
- Terskej-Alataoe, Kirgizië
- Trans-Ili Alataoe, Kazachstan; bij Almaty

Verschillende plaatsen in het gebied zijn naar de bergkketenformatie genoemd.